# Бальтра, Мирейя
Мирейя Бальтра Морено (исп. Mireya Baltra Moreno; 25 февраля 1932, Сантьяго — 17 апреля 2022, Сантьяго) — чилийский социолог, журналист и политик. Член Коммунистической партии Чили. Она была советником городского совета Сантьяго (1963—1969) и депутатом (1969—1973) от Сантьяго, а также занимала должность министра труда и социальной защиты в правительстве президента Сальвадора Альенде.

## Ранний период жизни
Родилась в семье Хосе Бальтры и Марии Морено Кабесас, работавших в Сантьяго. Ее отец был членом Радикальной партии. Училась в средней школе в Сантьяго. С детства помогала родителям на их работе в торговом киоске. В 1957 году открыла свой собственный магазин.
Работала репортером журнала Vea с 1948 по 1950 год и обозревателем газеты El Siglo с 1960 по 1964 год, её первой статьей была «La mujer como Fuerza Política» («Женщины как политическая сила»). Также писала для El Espectador и Las Noticias de Última Hora.
Вступила в союз журналистов, где была избрана главой женского отдела и продвинута в Национальную федерацию журналистов. Затем в 1962 году присоединилась к руководству «Объединённого рабочего центра Чили».

## Политическая карьера
В 1963 году была избрана в совет Сантьяго и переизбрана в 1967 году. В 1969 году была избрана депутатом от 1-го округа Сантьяго. В июне 1972 года президент Сальвадор Альенде назначил её министром труда и социальной защиты, и занимала эту должность до 2 ноября. На выборах в марте 1973 года была переизбрана депутатом, на этот раз от 4-го округа, и занимала эту должность до военного переворота 11 сентября того же года.

### Убежище и изгнание
Через несколько дней после военного переворота диктатор Аугусто Пиночет издал распоряжение, согласно которому Мирейе Бальтре вместе с другими видными женщинами «Народного единства» было приказано явиться в Министерство обороны под угрозой «столкнуться с последствиями», если они не придут. Руководство Коммунистической партии решило попросить убежища в посольстве Нидерландов. Вместе с другими людьми, включая Гладис Марин, генерального секретаря Коммунистической молодёжи Чили, сенатора Хульету Кампусано и бывшего министра финансов Орландо Милласа, они оставались на территории посольства в течение девяти месяцев.
В 1974 году уехала сначала в Нидерланды, а затем в Чехословакию. В Праге стала генеральным секретарём международного профсоюзного органа, созданного для выражения солидарности с чилийскими рабочими. Через девять лет отправилась на Кубу и стала исполнительным секретарём «Континентального женского фронта против переворота», работая вместе с председателем Федерации кубинских женщин Вильмой Эспин.

### Возвращение в Чили
В 1987 году вместе с Хульетой Кампусано тайно вернулась в Чили, они пересекли Анды из Аргентины верхом на лошадях в сопровождении аргентинских коммунистических лидеров. Ранее пыталась въехать в Чили вместе с другими беженцами: сорвалось две попытки, во время одной из них двадцать один чилийский беженец был задержан, избит и отправлен обратно в Аргентину сотрудниками Национального центра информации и карабинерами Чили.
По прибытии в Чили они предстали перед судом, их адвокатами были Энрике Краусс и Хайме Кастильо Веласко, которые строили защиту в соответствии с хабеас корпус. В итоге суд постановил выслать их: Кампусано — в Каминью на севере страны, а Бальтру — в Айсен на юге.
В 1990-е годы, при поддержке Коммунистической партии, пыталась вернуться в парламент на выборах в 1993 году и сенатора в 1997 году, но потерпела поражение. Была членом редакционного совета Crónica digital: informationacion para cada día, публикуя статьи на политические и исторические темы.

## Смерть
Умерла 17 апреля 2022 года в Сантьяго в возрасте 90 лет.